# Torneo de Bakú
La Baku Cup es un torneo de tenis de la WTA que tiene lugar en Bakú, Azerbaiyán. El Torneo de Bakú se disputó por primera vez en la temporada de 2011. Es la primera vez que este país asiático es sede de un torneo de tenis profesional. Se juega en las instalaciones de la Bakú Tennis Academy.

## Finales pasadas

### Individuales
| Año  | Campeona            | Finalista          | Resultado     |
| ---- | ------------------- | ------------------ | ------------- |
| 2011 | Vera Zvonareva      | Ksenia Pervak      | 6-1, 6-4      |
| 2012 | Bojana Jovanovski   | Julia Cohen        | 6-3, 6-1      |
| 2013 | Elina Svitólina     | Shahar Peer        | 6-4, 6-4      |
| 2014 | Elina Svitólina     | Bojana Jovanovski  | 6-1, 7-6(2)   |
| 2015 | Margarita Gasparyan | Patricia Maria Țig | 6-3, 5-7, 6-0 |

### Dobles
| Año  | Campeonas                            | Finalistas                         | Resultado           |
| ---- | ------------------------------------ | ---------------------------------- | ------------------- |
| 2011 | Mariya Koryttseva Tatiana Poutchek   | Monica Niculescu Galina Voskoboeva | 6-3, 2-6, [10-8]    |
| 2012 | Irina Buriachok Valeria Soloviova    | Eva Birnerová Alberta Brianti      | 6-2, 6-2            |
| 2013 | Irina Buriachok Oksana Kaláshnikova  | Eleni Daniilidou Aleksandra Krunić | 4-6, 7-6(3), [10-4] |
| 2014 | Alexandra Panova Heather Watson      | Ioana Raluca Olaru Shahar Peer     | 6-2, 7-6(3)         |
| 2015 | Margarita Gasparyan Alexandra Panova | Vitalia Diachenko Olga Savchuk     | 6-3, 7-5            |